# ジョージ・マーティン (アメリカ合衆国の俳優)
ジョージ·マーティン（George Martin、1929年8月15日 - 2010年6月1日）は、アメリカ合衆国の俳優。

## 出演作品
- LAW & ORDER　クリミナル・インテント シーズン1
- LAW & ORDER　ロー＆オーダー シーズン10
- LAW & ORDER： 性犯罪特捜班 シーズン1
- LAW & ORDER　ロー＆オーダー シーズン7
- チャンス!
- LAW & ORDER　ロー＆オーダー シーズン2
- デランシー・ストリート／恋人たちの街角
- レオン
- 愛の選択
- レナードの朝
- チャド
- 素晴らしき日
- 恋におちて